# SAMURAI APARTMENT
SAMURAI APARTMENT（サムライアパートメント）は、日本の3人組音楽ユニット。宮城県を拠点とする。

## 住人（メンバー）

### 正式メンバー
- KYO ／和太鼓 トラックメイカー
- CLIMB ／ DJ & RAP トラックミックス
- SHIMO ／VOCAL（和製ボイス）Bass

### レコーディングサポートミュージシャン
- JIRO／尺八
- REN／ドラム
- KENT／ドラム
- Bassmachine／ベース
- Hibiki／キーボード
- YURINA／ドラム

### 引越し（脱退）した人
- U-YA／津軽三味線
- Wakana／津軽三味線

## 経歴
高校の同級生だったKYOとCLIMBが、2016年にネット上のクリエイターが集うバーチャルアパートとして結成。その後SHIMOが正式加入し、和太鼓、DJ＆ラップ、女性ボーカルというスタイルで活動する。

## 企画ユニット
- Samurai Apartment LOVE'S Yuriko Tiger ／KYO・ CLIMB・ U-YA・ ユリコタイガー
- Samurai Apartment Cover Club BAND ／KYO・ CLIMB・ U-YA・ ほか

Samurai Apartment Cover Club BAND YouTube

## 大家さん（プロデューサー）
- 千葉秀 (流行天国工房)

## 略歴

### 2016年
- 03.17 - ぼんてん音楽祭 まだKYO & CLIMBという名義でトラックメイクだけをテーマにしていた頃１度だけライブを行なった。

### 2017年
- 02.10 - 初LIVE BRS PRESENT'S "be connected Vol.1"HOOK SENDAI出演 :SAMURAI APARTMENT／ GreenJuice / ペイジ / ぽかぽかオーケストラ / ∞Z / ザ☆ペイチャンネル / Ys Ray
- 02.12 - A-lab PRESENT'S "resound" Vol.001"YAMAGATA CLUB RUSH出演 :SAMURAI APARTMEN / EnGene. / Rought Junction / MEGALO MANIA / TxKxy
- 03.07- マスダトモヒロ presents「Perfect crime Part 2」SENDAI Space ZERO出演 :SAMURAI APARTMENT / ザ☆ペイチャンネル / Electric Eel Shock / 子デビル隊変態支店 / STEP LADER / NASTY SEXX
- 05.06 - VSR Open Sky Diner Special 「VSR A GO GO!」Bar bonobo（東京渋谷）出演 :ヨシケン/SamuraiApartment / アキSONGBIRD / Takumi
- 05.26 - Let's Sing Along HooK SENDAI 出演 :EnGene. / SAMURAI APARTMENT / GAMISM／BOTTON便所 / HAPPY SWINGER03
- 05.31 - ヨシケン10度目の大会場ワンマン制覇ROUND 10「The Long and King's Road」 赤坂BLITZ 出演 :ヨシケン / ウエルカムアクト：Samurai Apartment
- 07.08 - 北秋田市米代川花火大会 北秋田市米代川花火大会（秋田） 出演 :SAMURAI APARTMENT、他
- 07.09 - A-lab present's "resound"vol.02 CLUB RUSH（山形）出演 :EnGene. /SAMURAI APARTMENT / 堀謙太郎 / ケンジ / CHIHO
- 07.15 - living in SENDAI spaceZero（仙台）出演 :PBLOW /SAMURAI APARTMENT / g from.GLARE / ART:Aya from lavendergero
- 07.31 - 夏フェス（仮）！ Hook SENDAI 出演 : SAMURAI APARTMENT / EnGene. / Drop After Dawn / 誘導尋問 / たらばクラブ / 遠藤理子 etc.
- 08.03 - THE SYAMISENIST TOUR「REACH OUT SEEKERS」 CLUB JUNK BOX（仙台） 出演：SAMURAI APARTMENT / EnGene. / SYAMISENIST
- 08.04 - SCAアニメフェス 仙台コミュニケーションアート専門学校（仙台） 出演：Samurai Apartment LOVE'S Yuriko Tiger
- 08.05 - 仙台アニメフェス1st 仙台国際センター 出演：Samurai Apartment LOVE'S Yuriko Tiger
- 08.06 - 仙台アニメフェス1st 仙台国際センター 出演：Samurai Apartment LOVE'S Yuriko Tiger
- 08.07 - 仙台七夕まつりSCApresent'sSTAR Fes.勾当台公園市民広場（仙台） 出演：EnGene. / SAMURAI APARTMENT / ユリコタイガー
- 08.20 - Let's Sing Along HooK SENDAI 出 演：Rapid Rail Star / EnGene. / SAMURAI APARTMENT / Zndada ORCHESTRA / BATTA-KICK / 0-SUM NOTE
- 08.25 - IKEA仙台 サマーナイトパーティー IKEA SENDAI 出演：永井健 / SAMURAI APARTMENT / TOKYO DISCOTHEQUE ORCHESTRA feat.bird/arivin home aya /DJ→ CLIMB / Watsushi /Mu-R
- 09.10 - EBeanS 定禅寺ストリートジャズフェスティバルタイアップステージ EBeanS 4F杜のガーデンステージ 出演：SAMURAI APARTMENT ほか
- 09.17 - GROW UP 2017 石巻市釜会館 出演：SAMURAI APARTMENT（KYO&CLIMB with 沙嵐）ほか
- 09.27 - Sound documentary 新宿HEADPOWER 出演：ヨシケン／SAMURAI APARTMENT／アキSONGBIRD／Takumi／O.A 中原裕太
- 09.30 - BLUE NIGHT SONGS vol.1石巻BLUE RESISTANCE 出演：橋本進／Blood High Way／遠藤理子／かわさき036／ますださん／Samurai Apartment
- 10.01 - MEGA★ROCKS 2017 Hook SENDAI 出演：SAMURAI APARTMENT ほか
- 11.22 -Stu Levy 生誕50年 誕生祭 青山コレッツィオーネ 出演：SAMURAI APARTMENT ほか

## 作品

### CD/DVD/配信
- NEO JAPAN LOUNGE #001（2017.3.11)デジタル配信 Only
- HARUKA（2017.8.1)デジタル配信 Only
- NEO JAPAN LOUNGE RE:UNION（2017.8.5)CD Only　SOLD OUT（2018.08.02）

### CM/PV/その他
- 仙台シティープロモーション 仙台市観光PV音楽制作(2016-2017)
- 東北絆まつりCM iZAYOi もう一度…(2017)
- 東北絆まつりパレードオープニング EndlessNight(2017)
- いぎなり東北産出囃子制作 Open Youer Eyes(2017)
- 仙台シティープロモーション仙台市観光PVレコーディング(2017-2018)
- 仙台ヘアメイク専門学校・宮城文化服装専門学校 CM ぼくらの未来は。（2018）

## メディア

### テレビ
- 「OH!バンデス」（MMTミヤギテレビ ）

### ラジオ
- 「SAMURAI APARTMENT RADIO」Bikki fm／コミュニティーFM（2016年4月~）パーソナリティ：KYO・CLIMB・SHU & SHIMO（ときど／ディレクター：千葉秀

### CM
- 東北絆まつり2017　CMソング「iZAYOI 〜もう一度…〜」
- 仙台ヘアメイク専門学校・宮城文化服装専門学校　CMソング「ぼくらの未来は。」（2018/2019）